# Hope (klädmärke)

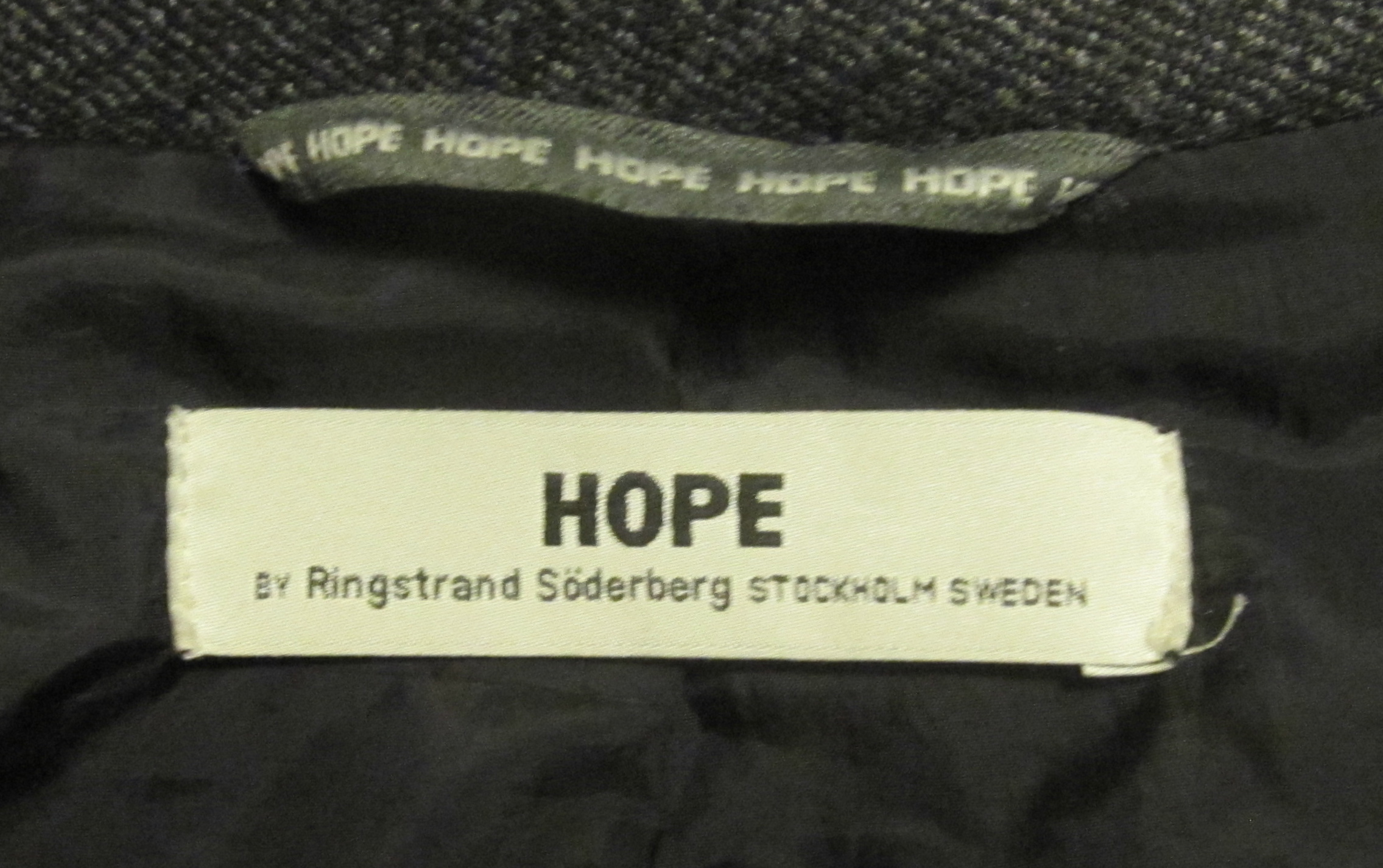
Hopes logotyp

Hope är ett svenskt klädmärke grundat 2001 av designerna Ann Ringstrand och Stefan Söderberg. 
Hope producerade en första provkollektion 2001 innan den första riktiga kollektionen lanserades 2002. Från början såldes endast en damkollektion bestående av jackor, byxor och accessoarer. År 2005 expanderade märket med en herrkollektion. Sedan dess har utbudet breddats ytterligare och man säljer idag de flesta olika sorters vardagsplagg samt kostymer. Den första butiken öppnades i Stockholm 2006 och sedan har fler butiker följt i Malmö och Köpenhamn. Kläderna säljs också hos andra återförsäljare samt på den egna webbshopen.
Skaparna säger sig ta inspiration från klassiskt nordiskt mode och militäruniformer. De strävar också efter en konstnärlig image, då de till exempel haft visning på Dramaten och sponsrat svenska musiker såsom Nina Persson. 2010 vann Hope priset Guldknappen.